# Hlásnice
Hlásnice (en allemand : Wächtersdorf) est une commune du district et de la région d'Olomouc, en République tchèque. Sa population s'élevait à 242 habitants en 2023.

## Géographie
Hlásnice se trouve à 3 km au nord du centre de Šternberk, à 16 km au nord d'Olomouc, à 70 km à l'ouest d'Ostrava et à 208 km à l'est-sud-est de Prague.
La commune est limitée par Šternberk au nord, à l'est et au sud-est, et par Babice au sud-ouest et à l'ouest.

## Histoire
La première mention écrite de la localité date de 1397.

## Galerie

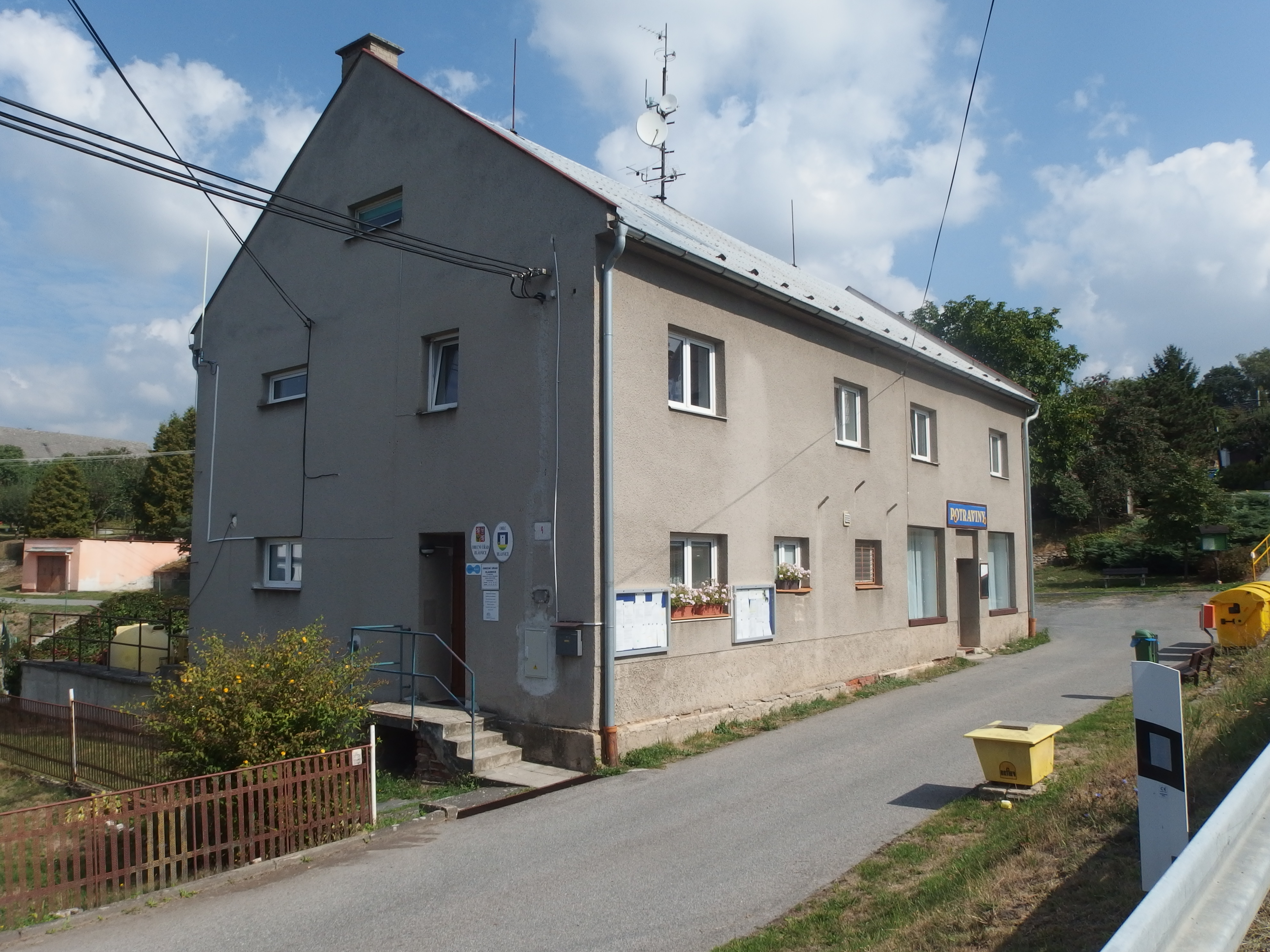
Hlásnice : la mairie.
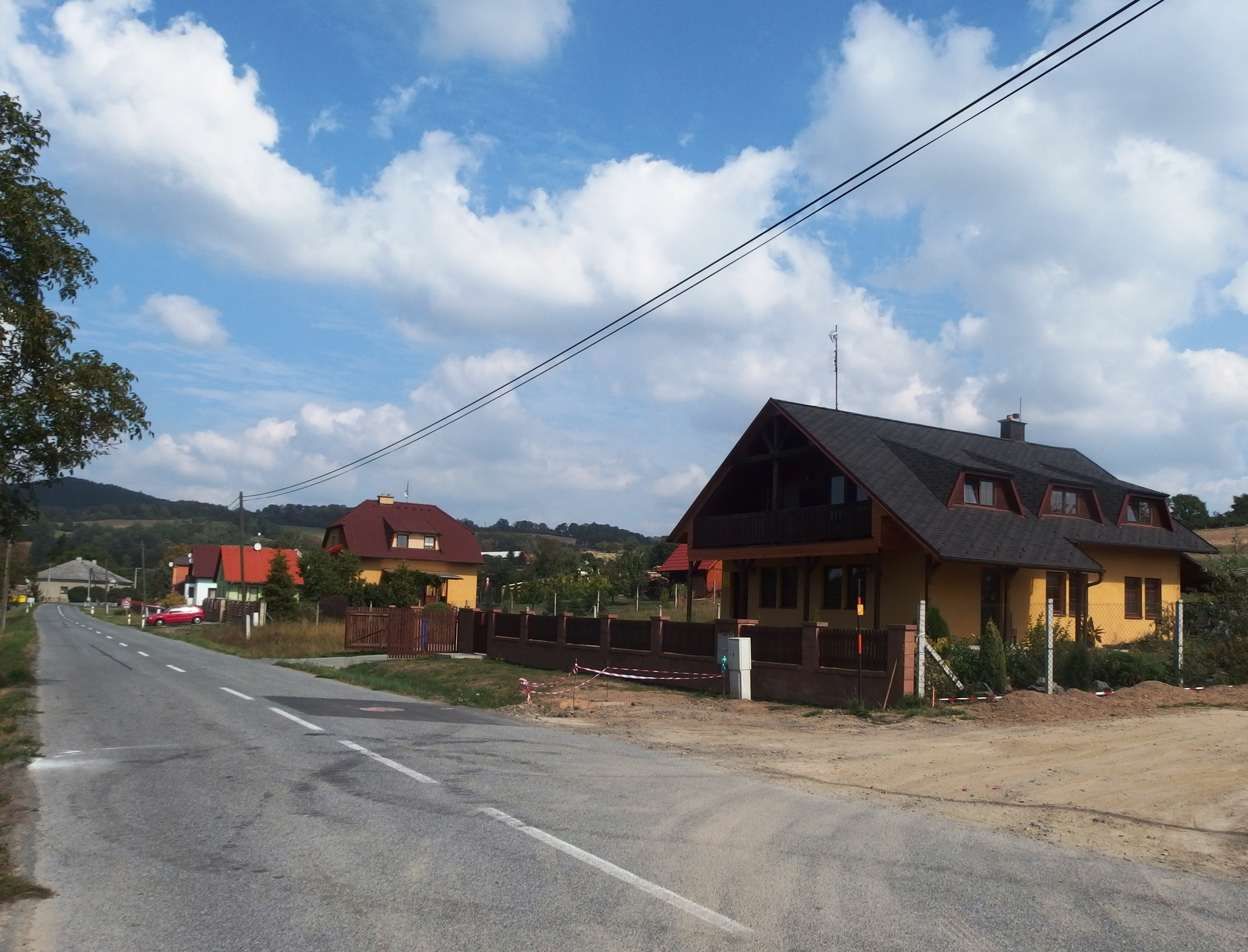
Une rue de Hlásnice.

## Transports
Par la route, Hlásnice se trouve à 3 km de Šternberk, à 21 km d'Olomouc et à 247 km de Prague.